# Giovanni Antonio Ventimiglia Clermont-Lodéve

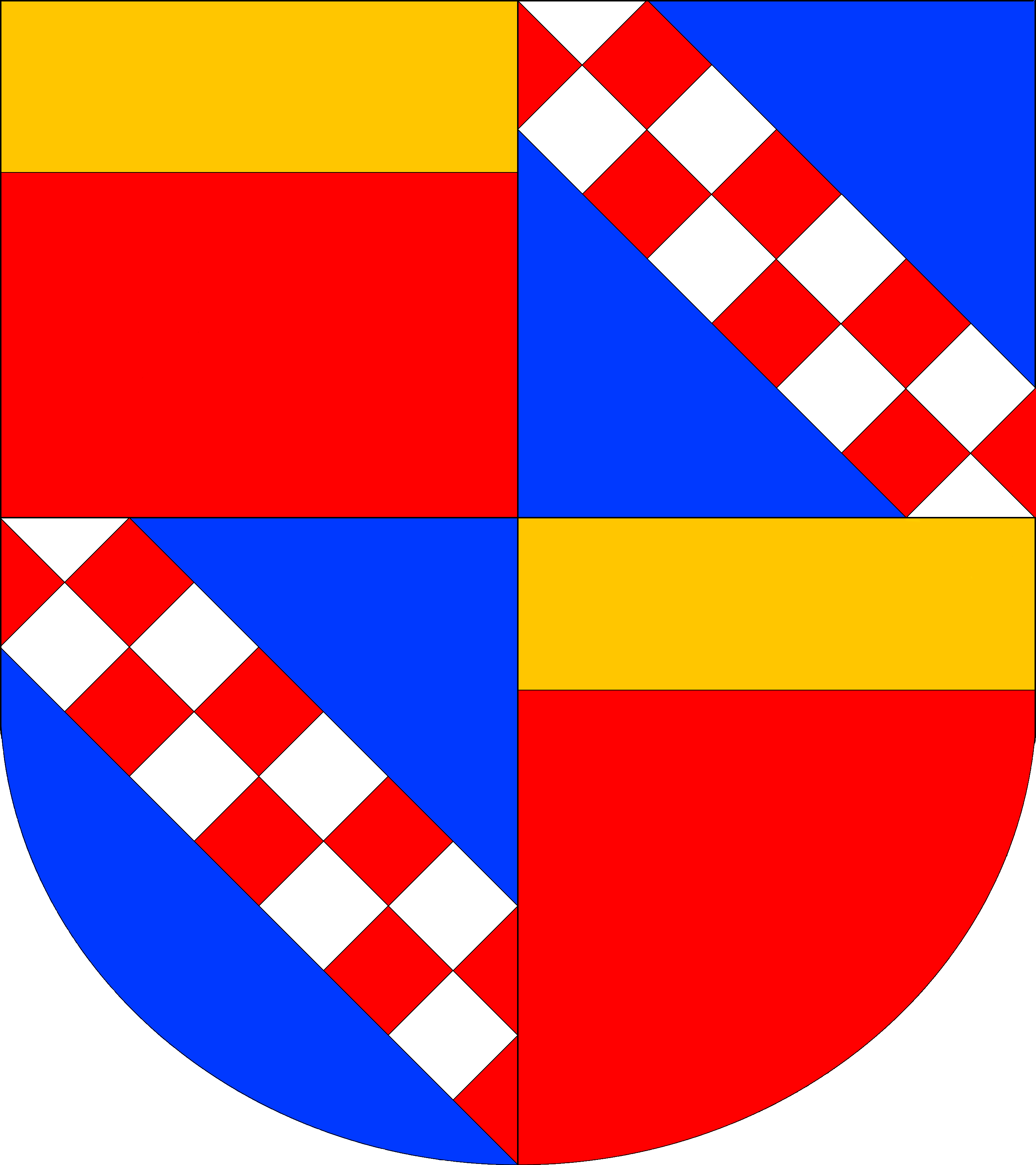
Escudo de armas del marqués de Irache: casa de Ventimiglia combinado con la casa de Altavilla, desde 1433.

Giovanni Antonio Ventimiglia Clermont-Lodéve, también mencionado como Ventimiglia Chiaromonte, al ser Chiaromonte la italianización del apellido Clermont. (1445, +22 de abril de 1483). Fue un noble siciliano de la casa de Ventimiglia, secundogénito de Antonio de Ventimiglia y por lo tanto hermano de Enrico III de Ventimiglia y nieto de Giovanni I de Ventimiglia.

## Títulos
- Conde de Montesarchio.[2]
- Signore di Castellamare di Stabia.

## Biografía
Siendo el segundo hijo de su casa, dedicó su vida al ejercicio de las armas, al servicio de la Corona de Aragón cada vez que su rey lo reclamó. Llegó a ser un famoso "condottiero" en su época, pero a diferencia de los demás, nunca aceptó ninguna causa que fuese contraria a los intereses del rey. Esta fidelidad le fue recompensada por su abuelo, Giovanni I de Ventimiglia, I marqués de Irache, que le legó todas sus posesiones en la península italiana.
Entre 1465 y 1471 estuvo en Cataluña, al servicio de la Corona de Aragón, contra las comunidades rebeldes locales, acompañado por sus primos Carlo Ventimiglia Perapertusa y Giovanni Crispo.
El 20 de marzo de 1473 recibe como herencia de su abuelo Giovanni I de Ventimiglia, I marqués de Irache, el condado de Montesarchio y los sus otros activos napolitanos, por testamento del 20 de marzo de 1473, en particular el señorío de Castellammare di Stabia, pero un testamento posterior hizo redactado por el mismo en 1474, estableció que el condado de Campania pasó al otro sobrino Leonardo III Tocco.
Entre 1476 y 1481, de los marqueses Antonio y Enrico Ventimiglia obtuvo la administración y gabelas del puerto de Tusa, un importante puerto marítimo comercial sito en las tierras pertenecientes al Marquesado de Irache.
En 1476 estuvo al servicio del duque de Milán en Piamonte contra Carlos el Temerario, duque de Borgoña. El 30 de marzo de 1472 murió Amadeo IX de Saboya, dejando a su hijo mayor, Filiberto I de Saboya, como su sucesor, de solo ocho años, bajo la regencia de su madre Yolanda de Saboya, hermana del rey Luis XI de Francia. Carlos el Temerario había tomado las armas contra la duquesa, que primero la tuvo como aliada en una guerra desastrosa contra los suizos, luego, derrotado por ellos en Morat en junio de 1476, por temor a que Yolanda de Saboya rompiera su alianza, la había encarcelado. Pero Luis XI de Francia acudió en ayuda de su hermana con su ejército. Galeazzo María Sforza, duque de Milán y tío del pequeño Filiberto, también tomó partido. En esta guerra, Galeazzo María Sforza tuvo con él a los líderes más valientes de la época: Giovanni Antonio de Ventimiglia, Ludovico III Gonzaga, apodado "el Turco", Guglielmo VIII del Monferrato, marqués de Montferrato, y Pietro II Dal Verme, II conde de Sanguinetto del SRI y marqués de Pietragavina. El ejército del duque de Milán obtuvo una aplastante y definitiva victoria sobre Carlos el Temerario en San Germano Vercellese, al que no le quedó otro remedio que se retirara a los Alpes. Galeazzo María Sforza y Giovanni Antonio de Ventimiglia, en consideración del invierno incipiente, también llevaron al ejército a sus cuarteles de invierno, con la perspectiva de volver a tomar las armas la próxima primavera.
Para algunos historiadores, Giovanni Antonio de Ventimiglia se trasladó a Málaga, pero es casi seguro que dicho traslado definitivo a España fue realizado exclusivamente por su esposa e hijo. De hecho, Giovanni Antonio todavía estaba en guerra en el norte de Italia.
El duque de Calabria, primo hermano de Giovanni Antonio de Ventimiglia, lo recomendó al duque de Ferrara, Ercole I d'Este, para la próxima campaña militar que estaba preparando, aunque inicialmente no fue aceptado debido al alto coste adicional que suponía: aceptar entre sus filas a un caballero dueño de importantes señoríos en los reinos de Nápoles y Sicilia, habría implicado una importante sangría en sus arcas, ya algo ajustadas. Pero más tarde, Giovanni Antonio si estuvo presente en la corte de Ferrara, precediendo a su hermano mayor, el marqués [Enrique IV de Ventimiglia], quien llegó después del exilio en agosto de 1485 y privado de la propiedad por la monarquía hispana.
En junio de 1482, con 12 compañías de soldados y 300 mercenarios, sorprendió a la guarnición de San Biagio delle Vezzane, donde las tropas de Roberto Sanseverino d'Aragona estaban erigiendo un bastión para bombardear a Ficarolo.
Entre enero y marzo de 1483, Giovanni Antonio dirigió la defensa de la Torre de Tieni, junto al Po di Volano y más tarde fue en defensa de Massa Fiscaglia. Aquí Ventimiglia fingió estar de acuerdo con el administrador veneciano Michele Salamon, ubicado en Argenta. Aceptó el dinero de los venecianos pero, en vez de traicionar al duque de Ferrara, utilizó dicho dinero para traer desde Ferrara a Niccolò Orsini, conde de Pitigliano, con 800 caballos y 2000 soldados de infantería, que atacaron a los venecianos: 600 soldados de infantería fueron capturados.
Finalmente, Giovanni Antonio de Ventimiglia, conde de Montesarchio y barón de Castellammare, murió al mando de las tropas del duque de Ferrara, en la guerra con Venecia, el 22 de abril de 1483: mientras Ventimiglia navegaba con algunos barcos en el Po di Volano, junto a la Torre di Tieni, cerca de Massa Fiscaglia, fue atacado por los venecianos; su nave, cargada de pólvora, explotó y se incendió, ahogándose junto con una veintena de sus soldados. Su muerte fue una gran pérdida para el duque y ampliamente sentida en todo el territorio de Ferrara, por su valor frente al enemigo y lealtad al duque. Después de su muerte, el poeta Antonio Tebaldeo, preceptor de Isabella d'Este, hija del duque, le dedicó dos sonetos.
El capitán de las tropas de Ercole I d'Este, duque de Ferrara, también fue asesor del rey Ferrante. La muerte cerca de Ferrara, por lo tanto, excluiría la posibilidad de que el conde de Montesarchio pudiese haber ido a España, donde sin duda ya estaban su esposa y su único hijo, Bernardo.

## Matrimonio y descendencia
Casó con Isabel de Pisa, de la que tuvieron como descendencia un único hijo:
- Bernal de Ventimiglia Pisa,[15] fundador de la rama española de los Ventimiglia, origen de numerosas casas nobles más adelante. Conquistador de Málaga, alguacil mayor de la casa y corte de los reyes católicos (fue consejero personal de Fernando el católico) y del santo oficio. En 1494 es enviado por los Reyes Católicos a la isla de la Hispaniola como supervisor de las actividades de Colón quien realizaba su segundo viaje por América.[16]  Como conquistador recibe varias tierras en Málaga.[17] Testó el 16/12/1515 en Málaga ante Juan Moscoso. Caballero de Santiago (exp. 1784). Casó con Beatriz Rodríguez Enríquez (+1514).
  - Pedro de Pisa Ventimiglia Rodríguez.
  - Luis de Pisa Ventimiglia Rodríguez (+1530 Málaga), Regidor perpetuo de Málaga Casó con Catalina de Rojas, teniendo sucesión
    - Diego de Pisa Ventimiglia Rojas, Regidor de Málaga, que casó con María Eslava Jiménez, perpetuadores de la saga de los "Ventimiglia de Málaga".
    - Juan de la Peña Ventimiglia Rojas.
    - Águeda de Pisa Ventimiglia Rojas.

  - Catalina de Pisa Ventimiglia Rodríguez.
  - Diego de Pisa Ventimiglia Rodríguez.